# 등변사다리꼴

등변사다리꼴의 정의

평면 기하에서 등변사다리꼴(isosceles trapezoid)은 한 쌍의 대변이 평행하고, 그 평행한 두 변 중 하나의 양 끝각의 크기가 같은 사각형을 말한다. 이때 그 같은 두 각을 그 등변사다리꼴의 "밑각"이라 한다. 결과적으로 밑각이 아닌 나머지 두 각의 크기도 같다. 등변사다리꼴은 사다리꼴의 특별한 형태이다.

## 성질

### 평행하지 않는 한 쌍의 대변의 길이가 같다.

#### 증명
등변사다리꼴 ABCD에서 점 D를 지나고 AB에 평행한 직선이 BC와 만나는 점을 E라 하면
{\displaystyle \mathrm {\angle B=\angle DEC} } (동위각), {\displaystyle \mathrm {\angle B=\angle C=\angle DEC} }
즉, {\displaystyle \mathrm {\triangle DEC} }는 이등변삼각형이므로 {\displaystyle \mathrm {{\overline {DE}}={\overline {DC}}} } ……(1)
또, {\displaystyle \mathrm {\Box ABED} }는 평행사변형이므로 {\displaystyle \mathrm {{\overline {AB}}={\overline {DE}}} } ……(2)
(1), (2)에서 {\displaystyle \mathrm {{\overline {AB}}={\overline {DC}}} }

### 두 대각선의 길이가 같다.

#### 증명
등변사다리꼴 ABCD에서 대각선 AC, DB를 그으면
{\displaystyle \mathrm {\triangle ABC} }와 {\displaystyle \mathrm {\triangle DCB} }에서
{\displaystyle \mathrm {{\overline {AB}}={\overline {DC}}} } (성질 1)
{\displaystyle \mathrm {\angle B=\angle C} } (정의)
{\displaystyle \mathrm {\overline {BC}} }는 공통
{\displaystyle \mathrm {\therefore \triangle ABC\equiv \triangle DCB} } (SAS합동)
{\displaystyle \mathrm {\therefore {\overline {AC}}={\overline {DB}}} }

## 같이 보기
- 사각형
- 사다리꼴
- 직사각형

| - 일반적인 사각형 - 사다리꼴 - 등변사다리꼴 - 연꼴 - 평행사변형 - 마름모 - 직사각형 - 정사각형 |